# Лентелла
Лентелла (итал. Lentella) — коммуна в Италии, расположена в регионе Абруццо, подчиняется административному центру Кьети.
Население составляет 769 человек, плотность населения составляет 64 чел./км². Занимает площадь 12 км². Почтовый индекс — 66050. Телефонный код — 0873.
Покровителями коммуны почитаются святые Косма и Дамиан, целители безмездные, празднование 26 сентября — 28 сентября.